# Srebrna (dopływ Mieni)
Srebrna – struga, prawostronny dopływ Mieni o długości 13,86 km.
Swoje źródła ma na północny wschód od Mińska Mazowieckiego. W mieście tym przepływa przez Park im. Dernałowiczów, między Starym Rynkiem i Sendomierzem i przy Górkach, następnie wyznacza granicę miasta (dokładnie Kędzieraku), a następnie po krótkim fragmencie przez gminy Mińsk Mazowiecki i Dębe Wielkie wpada do Mieni w miejscowości Podrudzie.
Jej wody są w znaczący sposób zasilane przez kanały burzowe i wypływ z oczyszczalni ścieków. Największym i lewobrzeżnym dopływem jest Wiśniówka, która uchodzi do Srebrnej w Karolinie.